# Turbine Halle
Turbine Halle is een Duitse sportclub uit Halle, Saksen-Anhalt.
De club is actief in atletiek, voetbal, tafeltennis, vuistbal, aerobics, gymnastiek, speedskating en sport voor gehandicapten. Het is een van de grootste sportclubs van de stad Halle.
De club is het meest bekend voor zijn voetbalafdeling, die als BSG Turbine Halle in 1952 landskampioen van Oost-Duitsland werd. In 1954 moest Turbine gedwongen fuseren met het Sportclub Chemie Halle-Leuna. Turbine werd heropgericht en ging verder in de Bezirksliga Halle. Zowel Chemie Halle, het latere Hallescher FC als het huidige Turbine rekenen de landstitel van BSG Turbine bij hun eigen erelijst.

## Geschiedenis
De club werd op 15 juli 1950 opgericht als BSG Turbine en speelde meteen in de DDR-Oberliga en werd daar zesde in het eerste seizoen. Het volgende seizoen werd de club kampioen. Nadat de club in 1953 maar net de degradatie kon vermijden eindigden ze in 1954 in de middenmoot.
Op 1 september 1954 werd SC Chemie Halle-Leuna opgericht. De voetbalafdeling van BSG Turbine moest omwisselen naar de nieuwe club. De spelers wilden Turbine echter niet verlaten, maar omdat ze wel in de hoogste klasse wilden blijven voetballen gaven ze uiteindelijk toe. Op de eerste speeldag speelden ze nog onder de naam Turbine Halle, maar dan werd deze gewijzigd in SC Chemie Halle-Leuna.
Het tweede elftal van BSG Turbine werd in oktober, toen het seizoen al bezig was, als dertiende team toegevoegd aan de Bezirksliga Halle, de vierde klasse. Begin jaren zestig werd de Bezirksliga de derde klasse. Turbine speelde hier tot 1986 toen ze degradeerden.